# Soukhoï Su-12
Le Soukhoï Su-12 est un prototype construit à un exemplaire d'avion de reconnaissance et d'observation pour l'artillerie développé par l'URSS pendant la Seconde Guerre mondiale. 

## Développement
Basé sur le Focke-Wulf Fw 189 allemand et utilisant une paire de moteurs Chvetsov M-62, le prototype effectue son premier vol le 26 août 1947. Il fut ensuite remotorisé avec deux moteurs Shvetsov ASh-82M de 2 200 ch. Le prototype emporte 4 canons Berezin B-20 de 20 mm et peut emporter jusqu'à 800 kg de bombes. 
En octobre 1949, l'ensemble de la documentation de l'aéronef est présenté à nouveau au gouvernement soviétique pour examen avec une proposition visant à mettre en place la production d'avions Su-12 dans une usine en Tchécoslovaquie. Mais la demande de production est refusée, invoquant le non-respect des spécifications de performance et en raison du manque de capacité de production de l'URSS.

### Aéronef comparable
- Focke-Wulf Fw 189